# Pseudorthocladius
Pseudorthocladius is een muggengeslacht uit de familie van de Dansmuggen (Chironomidae).

## Soorten
- P. albiventris (Goetghebuer, 1938)
- P. amplicaudus Saether and Sublette, 1983
- P. berthelemyi Moubayed, 1990
- P. clavatosus Saether and Sublette, 1983
- P. comans Saether and Sublette, 1983
- P. cristagus Stur & Saether, 2004
- P. curticornus Saether and Sublette, 1983
- P. curtistylus Goetghebuer, 1921
- P. destitutus Saether and Sublette, 1983
- P. dumicaudus Saether, 1969
- P. filiformis (Kieffer, 1908)
- P. lunatus Saether and Sublette, 1983
- P. macrostomus Soponis, 1980
- P. macrovirgatus Saether and Sublette, 1983
- P. morsei Saether and Sublette, 1983
- P. paravirgatus Saether and Sublette, 1983

- P. pilosipennis Brundin, 1956
- P. rectangilobus Caspers & Siebert, 1980
- P. rectilobus Saether and Sublette, 1983
- P. tricanthus Saether and Sublette, 1983
- P. uniserratus Saether and Sublette, 1983
- P. virgatus Saether and Sublette, 1983
- P. wingoi Saether and Sublette, 1983